# Monier Monier-Williams
Monier Monier-Williams (Bombay, 12 novembre 1819 – Cannes, 11 aprile 1899) è stato un indoiranista britannico, secondo titolare della cattedra Boden di sanscrito all'Università di Oxford (Regno Unito).
Studiò, documentò e insegnò lingue asiatiche, e compilò uno dei più diffusi dizionari di sanscrito-inglese.

## Biografia
Monier Williams nacque a Bombay, figlio del colonnello Monier Williams, ispettore generale alla presidenza di Bombay. Il suo cognome fu "Williams" fino al 1887, quando aggiunse il suo nome di battesimo per creare "Monier-Williams", separato da un trattino.
Fu educato al King's College School, al Balliol College (Oxford) (1838-40), all'East India Company College (1840-41) e allo University College (Oxford) (1841-44). Sposatosi nel 1848, Monier Williams insegnò lingue asiatiche all'East India Company College dal 1844 fino al 1858, quando cessò il dominio della Compagnia delle Indie in India dopo la ribellione del 1857. Venne alla ribalta nazionale durante la campagna elettorale del 1860 per la cattedra Boden di sanscrito all'Università di Oxford, nella quale fu in lizza contro Max Müller.
La cattedra vacante si ebbe in seguito alla morte di Horace Hayman Wilson nel 1860. Wilson aveva iniziato la collezione di manoscritti sanscriti dell'università all'atto dell'assunzione della cattedra nel 1831, e aveva indicato la sua preferenza che Williams fosse il suo successore. La campagna fu notoriamente acrimoniosa. Müller era noto per le sue opinioni religiose liberali e per le sue speculazioni filosofiche basate sul suo studio della letteratura vedica. Monier Williams era visto come uno studioso meno brillante, ma aveva una profonda conoscenza pratica dell'India stessa e delle effettive pratiche religiose nell'Induismo moderno. Müller, in contrasto, non aveva mai visitato l'India.
Entrambi i candidati dovettero enfatizzare il loro sostegno all'evangelizzazione cristiana dell'India, poiché questa era la base sulla quale la cattedra universitaria era stata finanziata dal suo fondatore. La dedizione di Monier Williams alla cristianizzazione non era messa in dubbio, diversamente da quella di Müller. Monier Williams affermò anche che i suoi obiettivi erano pratici piuttosto che speculativi. "Gli Inglesi sono troppo pratici per studiare una lingua molto filosoficamente", egli scrisse.
Dopo la sua nomina al professorato Williams dichiarò dal principio che la conversione dell'India alla religione cristiana avrebbe dovuto essere uno degli obiettivi della dottrina orientalista. Nel suo libro Hinduism, pubblicato dalla Società per la Promozione della Conoscenza Cristiana (Society for Promoting Christian Knowledege, SPCK), previde la scomparsa della religione induista e fece un appello affinché l'evangelismo cristiano tenesse lontana la diffusione dell'Islam.
Morì, all'età di 79 anni, a Cannes in Francia.

## Scritti e fondazioni
Quando Monier Williams fondò l'Istituto Indiano (Indian Institute) all'Università di Oxford nel 1883, fornì sia un punto di riferimento accademico sia anche un campo di formazione per il Servizio Civile Indiano. L'Istituto chiuse con l'indipendenza indiana del 1947.
Nei suoi scritti sull'Induismo Monier Williams sostenne che il sistema dell'Advaita Vedānta rappresentasse meglio l'ideale vedico e fosse la "via più alta verso la salvezza" nell'Induismo. Riteneva che le tradizioni più popolari del karma e del bhakti fossero di minore valore spirituale. Tuttavia sosteneva anche che l'Induismo è un complesso "enorme poligono o una figura multilaterale irregolare" che era unificata dalla letteratura sanscrita. Affermò che "nessuna descrizione dell'Induismo può essere esaustiva che non tocchi quasi ogni idea religiosa e filosofica che il mondo abbia mai conosciuto."
Monier Williams creò un dizionario sanscrito-inglese che è ancora in stampa. Ora è disponibile anche su CD-ROM e come base del Cologne Digital Sanskrit Lexicon.

## Onorificenze
Fu fatto cavaliere nel 1876, e fu nominato Cavaliere Commendatore dell'Impero indiano (Knight Commander of the Order of the Indian Empire, KCBE) nel 1887, quando adottò il suo nome di battesimo di Monier come cognome aggiuntivo.
Ricevette anche le seguenti onorifiicenze accademiche: Honorary DCL, Oxford, 1875; LlD Calcutta, 1876; Fellow del Balliol College, Oxford, 1880; Honorary PhD, Göttingen, 188; Vice Presidente, Royal Asiatic Society, 1890; Honorary Fellow dello University College, Oxford, 1892.

## Opere pubblicate
- Traduzione dello Shakuntala (1853)
- Original papers illustrating the history of the application of the Roman alphabet to the languages of India: Edited by Monier Williams (1859) Ristampa moderna
- Indian Wisdom, un'antologia della letteratura sanscrita (1875)
- Modern India and Indians
- Brahmanism and Hinduism (1883)
- Buddhism, in its connexion with Brahmanism and Hinduism, and in its contrast with Christianity (1889)
- Sanskrit-English Dictionary, ISBN 0-19-864308-X.
- A Sanskrit-English Dictionary: Etymologically and Philologically Arranged with Special Reference to Cognate Indo-European languages, Monier Monier-Williams, riveduta da E. Leumann, C. Cappeller, et al., senza data, Motilal Banarsidass, Delhi; apparentemente una ristampa dell'edizione pubblicata nel 1899, Clarendon Press, Oxford
- An Elementary Grammar of the Sanscrit Language (1846).
- A Practical Grammar of the Sanskrit Language, Arranged with Reference to the Classical Languages of Europe, for the Use of English Students, Oxford: Clarendon, 1857, Quarta Edizione 1887 ampliata e migliorata
- Hindu Literature: comprising the Book of Good Counsels, Nala and Damayanti, the Rámáyana and Śakoontalá